# TM Racing
TM Racing es una empresa italiana que construye motocicletas y motores de karts fundada en 1977 en la ciudad de Pésaro. TM vienen de las iniciales de Thomas y Mirko, los nombres de los hijos de los 2 fundadores.

## Historia
Los fundadores fueron Claudio Flenghi (un motorista experto) y Francesco Battistelli (entusiasta del motocross). Flenghi ya tenía una gran experiencia trabajando en MotoBi y Benelli, ambas partiendo de la elaboración de modelos existentes hasta 1976 , cuando crearon su moto equipada con su motor. En un principio una pieza única creada casi por placer, demostró ser muy eficaz en los campos de competición.
El siguiente año (1977), ambos dejaron sus ocupaciones y fundaron TM Racing. En ese mismo año, decidieron presentarse al Salón del Automóvil de Milán. Sus motocicletas empezaron a vender como la espuma, por lo que decidieron trasladar la producción del pequeño taller de Flenghi a una fábrica en Vía Fano, en Pésaro. Una vez en 1978, produjeron unas 200 motos de motocross.
Al año siguiente se presentaron las versiones de enduro.
Paralelamente a las motocicletas, también desarrollaron y produjeron karts, con los que también han demostrado ser muy competitivos y hoy en día siguen haciéndose.
Siguiendo las nuevas tendencias del mercado, en los últimos años se ha sumado la gama supermoto a las otras dos gamas, motocross y enduro.
Una característica fundamental de las motocicletas TM es su esencia de "racing". Quizás sus motos no sean útiles en el uso diario, pero sí que son muy efectivas en el uso competitivo.
TM Spain es la empresa que desde 2012 importa y distribuye las motocicletas TM Racing para toda España.